# U-Jean
U-Jean, de son vrai nom Alex Hudson, est un chanteur pop, R'n'B et hip-hop. Il est surtout connu pour avoir collaboré aux chansons Turn This Club Around, Animal et Summer Jam avec le groupe de dance allemand R.I.O.. 
Son premier single, Heaven Is a Place on Earth, une reprise de la chanson de Belinda Carlisle, est sorti le 17 juin 2011. La chanson comporte un featuring de Carlprit.

## Biographie
U-Jean est né à Atlanta, Géorgie, où il a été élevé par son père, un chanteur de gospel. Après ses études scolaires, il décide de rejoindre l'armée américaine, et part s'installer en Allemagne.
Peu de temps après s'être installé à Darmstadt, en Allemagne, il passe une audition pour le spectacle Europe Soldier Show basé à Schwetzingen. Après avoir été admis dans le Soldier Show, U-Jean commence sa carrière en tant que chanteur, et voyage à travers l'Europe effectuant plus de 200 spectacles par an.
À la fin de son contrat militaire, il quitte l'armée pour poursuivre une carrière de chanteur en Allemagne. Il réussit à lancer sa carrière de chanteur professionnel en devenant membre du groupe Revue Soul Music Douce. Il participe à leur tournée, non seulement en tant que chanteur, mais aussi en tant que producteur et auteur-compositeur. U-Jean joue également avec le groupe The Band King Kamehameha de Francfort. Au printemps 2009, U-Jean et ses producteurs fondent Whazz Crackin, une société de production musicale qui, depuis la fin de 2010, a créé 15 titres de dance hip-hop moderne.
Le 17 juin 2011, il sort son premier single Heaven is a Place On Earth. Ce single comporte un featuring de Carlprit. U-Jean collabore avec Zooland Records, les producteurs derrière Cascada, Yann Peifer et DJ Manuel Reuter. Ses tubes les plus connus à présent sont les « club tracks » Turn This Club Around, Animal et Summer Jam avec le groupe R.I.O..

## Discographie

### Singles
| Année | Single                                      | Album             |
| ----- | ------------------------------------------- | ----------------- |
| 2011  | Heaven Is a Place on Earth (feat. Carlprit) | single hors Album |

### Featuring
| Année                               | Single                                                      | Meilleure position | Meilleure position | Meilleure position | Meilleure position | Meilleure position | Meilleure position | Meilleure position    | Album                                  |
| Année                               | Single                                                      | Allemagne          | Autriche           | France             | Pays-Bas           | Suède              | Suisse             | Royaume-Uni           | Album                                  |
| ----------------------------------- | ----------------------------------------------------------- | ------------------ | ------------------ | ------------------ | ------------------ | ------------------ | ------------------ | --------------------- | -------------------------------------- |
| 2011                                |                                                             |                    |                    |                    |                    |                    |                    |                       |                                        |
| Turn This Club Around (avec R.I.O.) | 3                                                           | 5                  | 96                 | 43                 | —                  | 1                  | 60                 | Turn This Club Around |                                        |
| Animal (avec R.I.O.)                | 48                                                          | 33                 | —                  | 52                 | —                  | 51                 | —                  | Turn This Club Around |                                        |
| 2012                                | That Girl (Mischa Daniels feat. U-Jean)                     | 95                 | —                  | —                  | —                  | —                  | —                  | —                     |                                        |
| 2012                                | Summer Jam (avec R.I.O.)                                    | 7                  | 2                  | —                  | —                  | —                  | 2                  | —                     | Turn This Club Around (Deluxe Edition) |
| 2013                                | House Party (DJ Antoine vs. Mad Mark feat. B-Case & U-Jean) | 44                 | 22                 | —                  | —                  | —                  | —                  | —                     | Sky Is the Limit                       |
| 2013                                | Ready or Not (avec R.I.O.)                                  | 54                 | 40                 | —                  | —                  | —                  | 64                 | —                     | NC                                     |
| 2013                                | Komodo (Hard Nights) (avec R.I.O.)                          | 58                 | 45                 | —                  | —                  | —                  | 45                 | —                     | NC                                     |
| 2014                                | One in a Million (avec R.I.O.)                              | 51                 | 62                 | —                  | —                  | —                  | 62                 | —                     | NC                                     |
| 2015                                | Paradise (avec Mike Candys)                                 | —                  | —                  | —                  | —                  | —                  | 27                 | —                     | NC                                     |